# أفارقة
الأفارقة وتعني مواطني وسكان إفريقيا وأيضا المنحدرين من أصل إفريقي.

## أصل الكلمة
طرح العديد من علماء أصول اللغة بفرضية اسم «إفريقيا» القديم يشتق من:
- مصطلح الأفارقة من مقاطعة إفريقية الرومانية (وهي تونس حاليا) وحتى شملت أجزاء كبيرة من شمال إفريقيا. وقد اشتق اسم المقاطعة الرومانية من شعوب سامية يعيشون بالقرب من قرطاج ويسمون عفري أو عفريون. فمصطلح «إفريقيا» المشتق من اسم المقاطعة لم يشر إلى شعب معين وإنما إلى الأشخاص أو الأشياء المرتبطة بالمقاطعة الرومانية المسماة إفريقيا، بمعنى الساحل الشمالي لإفريقيا.[3][4]
- الكلمة اليونانية أفريك (Αφρική) وتعني «غير باردة»، وذكر التسمية المؤرخ الحسن الوزان (1488-1554)، والذي قال أن الكلمة اليونانية فريكي (φρική وتعني برد وخوف) قد وضع أمامها البادئة -a مما يعني الأرض خالية من البرودة والخوف.
- الكلمة اللاتينية أبريكا "aprica" وتعني مشمس وذكرها ايزودور الإشبيلي في كتابه موسوعة الاصول (Etymologiae)‏ XIV.5.2.
- جيرالد ماسي قال في 1881 أن الكلمة مشتقة من اللغة المصرية «أف-روي-كا» (للإتجاه مباشرة لفتح كا). فكلمة كا هي الطاقة المضاعفة لكل شخص و«فتح كا» يشير إلى الرحم أو مسقط الرأس. فإفريقيا في تلك الحالة تعني عند المصريين مسقط الرأس.[5]
- وهناك مقترح آخر افترضه ميشيل فرويت في مجلة علم اللغة Revue de Philologie 50, 1976: 221–238 حيث ربط الكلمة بكلمة «أفريكوس» وتعني ريح الجنوب، وهي ذات أصل أومبري والتي معناها ريح ممطرة.

ومع مرور الزمن فإن مصطلح إفريقيا والأفارقة بدأ يشير إلى القارة بأكملها وعلى سكانها والأشياء المرتبطة به.

## شعوب إفريقيا

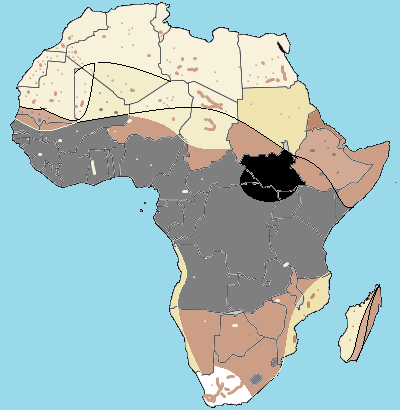
توزع ألوان الأفارقة

القارة الإفريقية هي موطن لعديد من الجماعات مختلفة الإثنية والعرقية، ولها اختلاف واسع في السمات المظهرية سواء بين اهاليها الأصليين أو مع الدخلاء إلى القارة. وكثير من هؤلاء السكان ذو أصول شتى مع اختلاف في الأعراف والصفات الثقافية واللغوية والاجتماعية. فالتمايز قد طال أيضا جغرافيا القارة الإفريقية مثل تنوع المناخ عبر القارة والذي خدم تعدد أنماط الحياة بين سكانها المختلفين. فالسكان يعيشون ما بين صحاري وأدغال إضافة إلى مدن حديثة منتشرة في أنحاء القارة.

### شعوب ما قبل التاريخ
ربما تكون عدد من الحفريات التي جرت في عدد من الأماكن قد ادت دورها، ولكن الانطباع العام هو أن خمسا من أقدم الاكتشافات الأثرية لأحافير قريبة لإنسان عاقل من أصل اثني عشر أقدم الاكتشافات الأثرية في العالم قد كانت في إفريقيا وجارتها شبه الجزيرة العربية.
في أوائل سنة 1964 اكتشف ادواردز ومعه آخرون أن هناك ثلاثة تجمعات سكانية في إفريقيا مترابطة ببعضها البعض ولكنها تتمايز قليلاً بالمعلومات الجينية (20 أليل). وقد سمي هؤلاء السكان بالتجراي (الإثيوبيون) والبانتو (في جنوب إفريقيا) والغانيون (غرب إفريقيا).
وعندما أخذ علم قياسات الجسم البشري العام كمعيار للتجمعات فإن السكان الأفارقة ينقسمون إلى ثلاث مجموعات مختلفة: الأقزام وهم الأكثر ارتباطاً (مثل مبوتي) والبوشمن (مثل خويسان) والبانتو.
بداية من سنة 1988 بدأت تتكشف تفاصيل جينية أكثر، وبدا بالإمكان تمييز الجماعات البشرية على أسس من تلك المعلومات الجينية، ولكن العلاقة بين تلك الجماعات تفسر بشكل مختلف حسب ماتحلله تلك البيانات. فالمجموعات التي حللت في هذا الوقت كانت البانتو والبربر وشمال أفارقة وأثيوبيون والأقزام المبوتي والنيليون و (البوشمان) غرب إفريقيون.

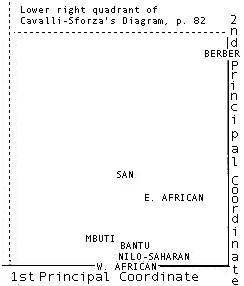
A representation of genetic distances by one analysis

رسم سبنسر ويلز في كتابه الأخير طريق هجرة الأفارقة الأوائل خارج قارتهم بواسطة وجود علامات وراثية جديدة على صبغي واي حيث تطورت الهجرات.
وقد أظهرت الدراسات التي أجريت على حمض نووي للمتقدرات في القارة الإفريقية بأن السكان الأصليين يتشعبون إلى ثلاثة أفرع رئيسية للسلالة.
عدد من العلماء مثل آلان تيمبلتون أمسك بهذا الدعم حيث عثر لفئات عرقية تقليدية بسبب وجود عدة دراسات استخدمت فئات معروفة مسبقا كي تبدأ بها دراستها، وبالتالي تدخل البيانات عن هذه الفئات بدلا من السماح للبيانات ان تتحدث عن نفسها. فتيمبلتون يستخدم تحليل الحمض النووي المتطور لكي يقول أن أعراق الإنسان لم تكن نقية ابدا، وان التطور البشري يستند على «سكان محليين متباينين ويتعايشون مع بعض في أي وقت». فالمتغيرات المحلية التي تتدرج تباعا تجعل السلالة المنفردة تتقاسم مصيرا مشتركا.
اتفق باحثون مثل ريتشارد ليونتن بأن معظم تغييرات السكان البشر تكون داخل مجموعات جغرافية محلية وتعزى الاختلافات إلى مجموعات عرقية تقليدية وهي جزء صغير من التباين الوراثي البشري. فقام عدة باحثين بنسخ واعتماد نتائج ليونتن. ووفقا لدراسة قام بها الباحث لوكا كافالي سفورزا لام.. :
من الأمور المسلمة بها أن الجنس البشري ينقسم إلى مجموعات متجانسة أو أجناس حسب الاختلافات البيولوجية بينها. فإن كانت دراسة تواتر الأليل لا تدعم هذا الرأي إلا أنها أيضا ليست كافية لاستبعاد ذلك. فقد قمنا بتحليل التنوع الجزيئي للبشر على 109 علامة للحمض النووي وهي 30 مواضع صغيرة و79 موقع محدد ومتعدد الأشكال في 16 شعب من شعوب العالم. من تقسيم التباينات الوراثية على ثلاثة مستويات هرمية للتركيبة السكانية، وجدنا ان الاختلافات بين أعضاء الشعب نفسه تكون 84,4 ٪ من إجمالي الاختلافات، وهو ما يتفق اتفاقا رائعا مع تقييم على أساس تواتر الأليل في اختلاف أشكال البروتين الكلاسيكي. ولكن لاتزال الاختلافات الوراثية مرتفعة حتى داخل المجموعات الصغيرة من السكان. وفي المعدل يتطابق ناتج المواقع الصغيرة مع المواقع محددة ومتعددة الأشكال. فالاختلافات بين القارات يمثل ما يقرب من 1 \ 10 من التنوع الجزيئي للإنسان، والتي لا تشير إلى أن التقسيم العرقي لجنسنا البشري يعكس أي انقطاع قوي في الجينوم لدى البشر.
شكك عدد من الكتاب بعد تلك البحوث بمسألة تصنيف أفارقة كالإثيوبيين إلى مجموعات «القوقاز» باعتبار أن نسبة ضئيلة من التنوع الوراثي البشري يعزى إلى «العرق»، فتجميع تلك الشعوب الإفريقية هو عمل مزاجي ومعيب، ويشير تحليل الحمض النووي إلى مجموعة أو تدرج في الأنواع بدلا من فئات عرقية متميزة. فوجود خصائص جسمانية كلون البشرة والشعر وملامح الوجه هي ميزات أكثر من كافية للتمييز خلال تجمعات جغرافية محلية بدلا من تحديد مزاجي لتلك المجموعة الإفريقية إلى «العرق» الأوروبي.

### اصابتهم بمرض الكوليرا
تشير العديد من المصادر إلى أن أعداد كبيرة لاقوا حتفهم بسبب اصابتهم بمرض الكوليرا[وصلة مكسورة], أو الحمى الصفراء، ولقد ألقي العديد من هؤلاء المرضى في قاع المحيط بعد أن خاف البرتغاليون من انتشار الوباء بينهم، وكانوا إذا وصلوا إلى ساحل البرازيل يوضعوا في مخابئ أرضية.

### ترحيل الأفارقة
لقد تم ترحيل الأفارقة من إفريقيا الغربية إلى البرازيل في أوائل القرن السادس عشر بواسطة المستعمرين البرتغال، للعمل كعبيد في المزارع والمصانع، وبالرغم من انتشارهم في أنحاء البرازيل كافة الا أن الأغلبية الساحقة منهم تقطن شمال شرق البرازيل لا سيما في ولايتي باهي، ورسيفي.

### السكان الأصليين والمستوطنين القدماء
يعتبر المتحدثين بلغات البانتو (وهم جزء من لغات نيجرية كنغوية) الأغلبية الأصلية في جنوب ووسط وشرق إفريقيا، وذلك بعد توسع البانتو من غرب إفريقيا. وهناك عدة مجموعات نيلية في شرق إفريقيا، وأيضا مجموعات قليلة من بقايا السكان الأصليين الخويسان (أو البوشمن) في الجنوب، إضافة إلى شعوب الأقزام بوسط إفريقيا. يكثر الأفارقة الناطقين بالبانتو في غابون وغينيا الاستوائية، وتوجد مجموعات بجنوب الكاميرون وجنوب الصومال. ولشعب البوشمن حضور قديم في صحراء كالاهاري بإفريقيا الجنوبية (ومعهم شعب «سان» المرتبطين بهم ارتباطا وثيقا ولكن يختلفون عن «خوي خوي»). ويختلف شعب السان جسمانيا عن الأفارقة الآخرين، حيث أنهم سكان ما قبل البانتو الأصليين في إفريقيا الجنوبية. والأقزام أيضا هم شعوب ما قبل البانتو الأصلييين بوسط إفريقيا.
في العصور القديمة كان سكان شمال إفريقيا في الغرب من البربر والمصريين في الشرق. واستقر في شمال إفريقيا أيضا كلا من الفينيقيون الساميون واليهود والألانس الآريون والإغريق الأوروبيون والرومان والوندال. ولا يزال البربر يشكلون أغلبية في المغرب، بينما هم أقلية كبيرة في الجزائر. ولا يزالون موجودون بأعداد صغيرة في تونس وليبيا. ويشكل الطوارق وغيرهم من شعوب القبائل الرحل السكان الأساسيين داخل الصحراء الكبرى بشمال إفريقيا. والنوبيين هم مجموعة ناطقة بالنيلية الصحراوية (على الرغم من الأغلبية تتكلم العربية في الوقت الحالي) وهم الذين طوروا حضارة قديمة في شمال شرق إفريقيا.
معظم سكان القرن الإفريقي يتكلمون لغات الأفرو آسيوية. فبعض الشعوب الإثيوبية والاريترية (مثل الأمهرة وجنس تيغري تغرينيا والمعروفة ب "الأحباش") يتكلمون لغات سامية. أما أورومو وعفار والبجا والصوماليون يتكلمون لغات كوشية، وهناك بعض القبائل الصومالية لها أصول عربية.

### المستوطنون اللاحقون

#### العرب
وصل العرب إلى إفريقيا قادمين من الجزيرة العربية في القرن السابع الميلادي، وأدخلوا معهم لغتهم ودينهم على شمال إفريقيا. لذا فالغالبية من شعوب شمال إفريقيا اليوم هم من الناطقين بالعربية مع وجود أمازيغ منتشرون بكثرة في تلك المناطق. وتنقسم موريتانيا مع السودان بين الشمال العربي والجنوب النيلي.
كما وفد العرب المغتربون على شرق إفريقيا مثل زنجبار وجزيرة لامو الكينية، وقدم إليها أيضا مسلمون وأناس من جنوب غرب آسيا كمستوطنين وتجار خلال العصور الوسطى وحتى في العصور القديمة، مما أدى إلى ولادة الثقافة السواحلية.

#### الأوروبيون
مع أن الأوربيون كان وجودهم في إفريقيا منذ العصر اليوناني والروماني، إلا أنه في القرن السادس عشر بدأ البرتغاليون والهولنديون بإقامة مراكز تجارية وحصون على طول السواحل الغربية والجنوبية لإفريقيا. ثم استقرت أعداد كبيرة من الهولنديين ومعهم الهوغونوت الفرنسيون والألمان في ما يعرف اليوم بجنوب إفريقيا. وتعتبر ذريتهم من أفريكان والملونون من أكبر المجموعات المتحدرة من أصول أوروبية في إفريقيا اليوم. وبالمرحلة الثانية في القرن التاسع عشر أحضر الاستعمار معه أعدادا كبيرة من المستوطنين الفرنسيين والبريطانيين لإفريقيا. وتركز استقرار البرتغاليون في أنغولا إضافة إلى موزمبيق. أما الإيطاليون فقد استقروا في ليبيا وتونس واريتريا وإثيوبيا والصومال. واستوطن الفرنسيون بأعداد ضخمة في الجزائر والمغرب حيث أصبحوا يعرفون جميعا باسم الأقدام السوداء، واستقرت أعداد قليلة منهم في مناطق من شمال وغرب إفريقيا إضافة إلى مدغشقر. أما البريطانيون فقد استقروا بكثرة في جنوب إفريقيا وأيضا في مستعمرة روديسيا، وفي مرتفعات ماتعرف الآن بكينيا. أما الألمان فقد استقروا في تنزانيا وناميبيا، ولا يزال بناميبيا بعض الناميبين البيض الناطقين بالألمانية. وهناك أعداد قليلة من الجنود ورجال الأعمال والمسؤولين الأوروبيون الذين أنشأوا لأنفسهم في مراكز إدارية مثل نيروبي وداكار. أدى إنهاء استعمار إفريقيا خلال عقد الستينات إلى نزوح وهجرات جماعية للمستوطنين الأفارقة المنحدرين من أصول أوروبية، خاصة من الجزائر وكينيا وأنغولا وروديسيا. ولكن ظلت الأقلية البيضاء في جنوب إفريقيا وناميبيا مهيمنة على الساحة السياسية بعد الاستقلال من أوروبا، ولا تزال أعداد كبيرة من سكانها الأوروبيين موجودين في هذين البلدين حتى بعد إنشاء الديمقراطية نهاية الحرب الباردة. وأيضا أضحت جنوب إفريقيا هي الوجهة المفضلة للأنغلو زيمبابويون البيض، والمهاجرين من أنحاء إفريقيا الجنوبية.

#### الهنود
جلب الاستعمار الأوروبي (البريطانيون بالذات) إلى مستعمراتهم الإفريقية مجموعات كبيرة من الآسيويين وخصوصا من شعوب شبه القارة الهندية كالهنود والباكستانيين مثلاً، حتى ظهرت مجتمعات هندية وباكستانية كبيرة في جنوب إفريقيا، وهناك مجتمعات هندية وباكستانية صغيرة في كينيا وتنزانيا وبعض البلدان الأخرى في جنوب وشرق القارة الإفريقية. وفي أوغندا على الرغم من عودة الكثير من الهنود منها إلا أن الديكتاتور عيدي أمين طرد غالبيتهم سنة 1972. ويشكل سكان جزر المحيط الهندي بالمقام الأول من شعوب ذات من أصول جنوب آسياوية، وأحيانا يكون خليطا من الأفارقة والأوروبيين.
تعتبر أصول الملغاش في مدغشقر هي الأسترونيزية، ولكن تخالط عموم من كانوا يسكنون بالساحل مع البانتو والعرب والهنود والشعوب الأوروبية. ويوجد مجتمع من الناس في جنوب إفريقيا يُعرف باسم ملوني الكيب حيث تعود غالب أصولهم إلى أرخبيل الملايو والهند (وهم أناس لهم جذور من عرقين أو أكثر وكذلك القارات). ويشكل الشعب الهندي الأغلبية في موريشيوس وهي جزيرة صغيرة في المحيط الهندي وتعتبر جزء من إفريقيا.

#### آخرون
خلال الفترة من القرن الماضي ظهرت مستعمرات لبنانية وصينية صغيرة ولكنها مهمة اقتصاديا، حيث ساعدت على تطوير مدن ساحلية كبرى في غرب وشرقها.

### إنهاء الاستعمار
خروج الاستعمار قد ترك دول في إفريقيا قوية ولكن همش أخرى.
هذه قائمة على الصراعات العرقية التي أخذت حيزاً في إفريقيا منذ خروج المستعمر:
- ثورة الماو ماو (1952-1960)
- ثورة زنجبار (1964)
- حرب جيمورنجا الأولى والثانية (1896–1897)(1966–1980)
- الحرب الأهلية الصومالية (منذ 1988)
- نزاع كازامنس (منذ 1990)
- نزاع دلتا النيجر (منذ 1990)
- تمرد أوغادين (منذ 1995)
- حرب الكونغو الثانية (1998–2003)
- نزاع دارفور (منذ 2003)
- نزاع كيفو (منذ 2004)
- الحرب الأهلية في تشاد (منذ 2005)
- ثورة الطوارق الثانية (منذ 2007)